# WebJet Linhas Aéreas
Webjet Linhas Aéreas (mã IATA = WJ, mã ICAO = WEB) là hãng hàng không giá rẻ của Brasil, trụ sở ở Rio de Janeiro. Hãng có căn cứ chính ở Sân bay quốc tế Galeão - Antônio Carlos Jobim.

## Lịch sử
WebJet Linhas Aéreas được Rogerio Ottoni thành lập vào tháng 2/2005 và bắt đầu hoạt động từ tháng 6/2005. Tháng 2/2006 Jacob Barata Filho (Aurea Group) và Wagner Abrahão mua hãng này. Aurea Group cũng có cổ phần trong các công ty vận tải khác như công ty xe bus lớn nhất Rio de Janeiro và hơn 60 công ty khác, trong đó có 1 ngân hàng, 1 bệnh viện, 1 mạng lưới khách sạn ở Bồ Đào Nha và 1 mạng lưới tiệm thuốc tây ở Rio de Janeiro.

## Các nơi đến
- Belo Horizonte
- Curitiba
- Porto Alegre
- Rio de Janeiro
- Salvador
- Brasília, Fortaleza
- Natal
- Maceió và Recife
- São Paulo (cuối tuần)
- Ilhéus (cuối tuần)
- Porto Seguro (cuối tuần)

## Đội máy bay
(Ngày 30.6.2008):
- 6 Boeing 737-300